# Perdita albescens
Perdita albescens är en biart som beskrevs av Timberlake 1980. Perdita albescens ingår i släktet Perdita och familjen grävbin. Inga underarter finns listade i Catalogue of Life.